# Високопільський район
Високопі́льський райо́н розташовувався на півночі Херсонської області. Територією району протікає річка Інгулець. Межував з Великоолександрівським та Нововоронцовським районами Херсонської області та Апостолівським, Широківським районами Дніпропетровської області, Березнегуватським районом Миколаївської області.

## Історія
31 березня 1926 створений Високопільський німецький національний район Херсонської округи.
З 27 лютого 1932 у складі Дніпропетровської області.
У вересні 1937 Фріц-Геккертівський (до травня 1936 — Високопільський) район перейшов до складу Миколаївської області.
Скасований 26 березня 1939 відповідно до постанови ЦК КП(б)У про ліквідацію та реорганізацію національних районів і сільрад (5 березня 1939). Сільради передані до складу Володимирського та Великоолександрівського р-нів Миколаївської області.
Утворений 20 березня 1946 року. 17 липня 2020 року ліквідований внаслідок адміністративно-територіальної реформи.
Районний центр: Високопілля.

## Земельні ресурси
| Територія, усього                         | 70,1 | тис. га |
| у тому числі: сільськогосподарські угіддя | 62,9 | тис. га |
| із них: рілля                             | 56,6 | тис. га |
| Ліси й інші лісовкриті площі              | 2,6  | тис. га |
| Забудовані землі                          | 1,5  | тис. га |
| Землі водного фонду                       | 0,5  | тис. га |
| Інші землі                                | 2,6  | тис. га |

## ЗМІ
Функціонує районне радіомовлення. Виходить друком районна газета «Високе поле».

## Населення
Розподіл населення за віком та статтю (2001):
| Стать | Всього | До 15 років | 15-24 | 25-44 | 45-64 | 65-85 | Понад 85 |
| --- | ------ | ----------- | ----- | ----- | ----- | ----- | -------- |
| Чоловіки | 8356   | 1814        | 1245  | 2435  | 1974  | 856   | 32       |
| Жінки | 9564   | 1796        | 1146  | 2421  | 2357  | 1689  | 155      |
| \| Статево-вікова піраміда \| Статево-вікова піраміда \| Статево-вікова піраміда \| \| ----------------------- \| ----------------------- \| ----------------------- \| \| Чоловіки \| Вік \| Жінки \| \| 32 \| 85 + \| 155 \| \| 33 \| 80-84 \| 167 \| \| 175 \| 75-79 \| 438 \| \| 306 \| 70-74 \| 602 \| \| 342 \| 65-69 \| 482 \| \| 588 \| 60-64 \| 862 \| \| 303 \| 55-59 \| 382 \| \| 500 \| 50-54 \| 529 \| \| 583 \| 45-49 \| 584 \| \| 648 \| 40-44 \| 664 \| \| 677 \| 35-39 \| 615 \| \| 577 \| 30-34 \| 591 \| \| 533 \| 25-29 \| 551 \| \| 549 \| 20-24 \| 548 \| \| 696 \| 15-20 \| 598 \| \| 751 \| 10-14 \| 701 \| \| 599 \| 5-9 \| 632 \| \| 464 \| 0-4 \| 463 \| |        |             |       |       |       |       |          |
| Статево-вікова піраміда |        |             |       |       |       |       |          |
| Чоловіки | Вік    | Жінки       |       |       |       |       |          |
| 32 | 85 +   | 155         |       |       |       |       |          |
| 33 | 80-84  | 167         |       |       |       |       |          |
| 175 | 75-79  | 438         |       |       |       |       |          |
| 306 | 70-74  | 602         |       |       |       |       |          |
| 342 | 65-69  | 482         |       |       |       |       |          |
| 588 | 60-64  | 862         |       |       |       |       |          |
| 303 | 55-59  | 382         |       |       |       |       |          |
| 500 | 50-54  | 529         |       |       |       |       |          |
| 583 | 45-49  | 584         |       |       |       |       |          |
| 648 | 40-44  | 664         |       |       |       |       |          |
| 677 | 35-39  | 615         |       |       |       |       |          |
| 577 | 30-34  | 591         |       |       |       |       |          |
| 533 | 25-29  | 551         |       |       |       |       |          |
| 549 | 20-24  | 548         |       |       |       |       |          |
| 696 | 15-20  | 598         |       |       |       |       |          |
| 751 | 10-14  | 701         |       |       |       |       |          |
| 599 | 5-9    | 632         |       |       |       |       |          |
| 464 | 0-4    | 463         |       |       |       |       |          |

Національний склад населення за даними перепису 2001 року:
| Національність | Кількість осіб | Відсоток |
| -------------- | -------------- | -------- |
| українці       | 16486          | 91,76 %  |
| росіяни        | 894            | 4,98 %   |
| молдовани      | 184            | 1,02 %   |
| білоруси       | 130            | 0,72 %   |
| німці          | 82             | 0,46 %   |
| інші           | 191            | 1,06 %   |

Мовний склад населення за даними перепису 2001 року:
| Мова       | Кількість осіб | Відсоток |
| ---------- | -------------- | -------- |
| українська | 16933          | 94,25 %  |
| російська  | 886            | 4,93 %   |
| молдовська | 64             | 0,36 %   |
| білоруська | 29             | 0,16 %   |
| вірменська | 20             | 0,11 %   |
| інші       | 35             | 0,19 %   |

## Політика
25 травня 2014 року відбулися Президентські вибори України. У межах Високопільського району було створено 20 виборчих дільниць. Явка на виборах складала — 56,21 % (проголосували 6 708 із 11 933 виборців). Найбільшу кількість голосів отримав Петро Порошенко — 45,24 % (3 035 виборців); Юлія Тимошенко — 16,82 % (1 128 виборців), Сергій Тігіпко — 9,73 % (653 виборців), Олег Ляшко — 8,93 % (599 виборців). Решта кандидатів набрали меншу кількість голосів. Кількість недійсних або зіпсованих бюлетенів — 1,57 %.

## Населені пункти зняті з обліку
- Лугівка
- Софіївка